# Edward F. Jones

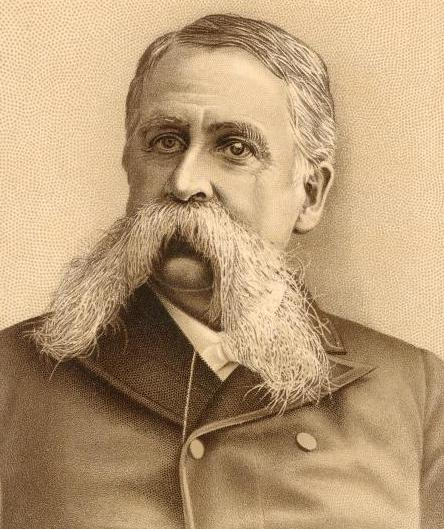
Edward F. Jones

Edward Franc Jones (* 3. Juni 1828 in Utica, Oneida County, New York; † 14. August 1913 in Binghamton, Broome County, New York) war ein US-amerikanischer Offizier, Geschäftsmann, Schriftsteller und Politiker (Demokratische Partei).

## Werdegang
Edward Franc Jones besuchte die Schule in Leicester (Massachusetts).
Nach Ausbruch des Amerikanischen Bürgerkrieges verpflichtete er sich in der Unionsarmee. Er kämpfte im 6. und 26. Massachusetts Regiment und bekleidete zuletzt den Dienstgrad eines Brevet-Brigadegenerals. Nach dem Krieg eröffnete er ein Unternehmen für die Herstellung von Waagen bei Binghamton und wurde schon bald durch seine neue Werbestrategie weit bekannt. Er schuf den Slogan "Jones pays the freight", was bedeutete, dass er keine Kosten für die Lieferung seiner Waagen zum Kunden berechnete, wie seine Konkurrenten.
Jones verfolgte ebenfalls eine politische Laufbahn. Er war zwischen 1886 und 1891 Vizegouverneur von New York. Jones wurde 1885 und 1888 als Running Mate von Gouverneur David B. Hill gewählt.

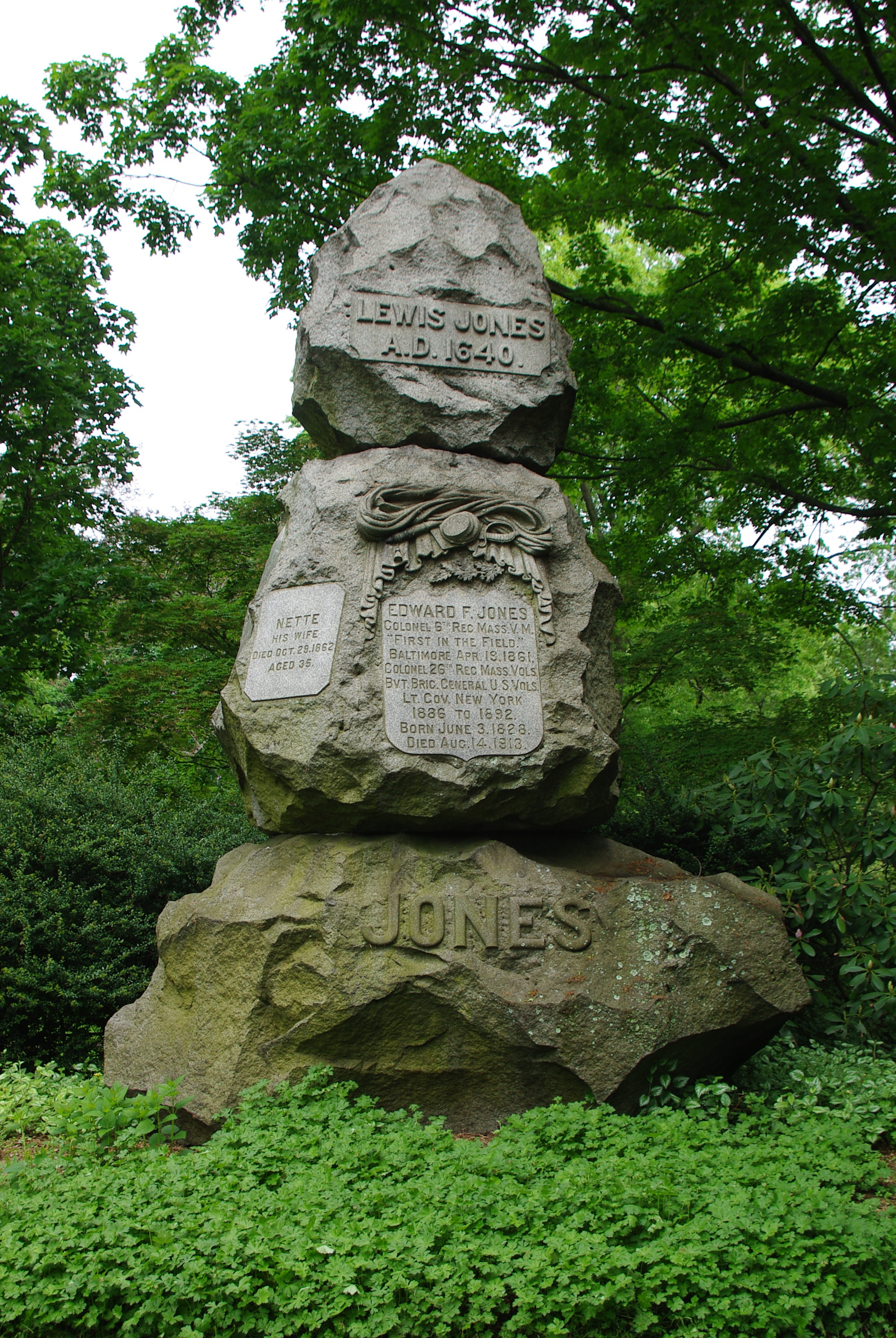
Grab auf dem Mount Auburn Cemetery, Cambridge (Massachusetts)

Er verstarb 1913 in Binghamton, sein Leichnam wurde nach Cambridge (Massachusetts) überführt, wo er auf dem Mount Auburn Cemetery beigesetzt wurde. Sein Zuhause bei Binghamton, besser bekannt als Gen. Edward F. Jones House, wurde 1982 in das National Register of Historic Places aufgenommen.

## Familie
Edward Franc Jones war der Sohn von Sophronia (Chapman) Jones und Lorenzo B. Jones. Er war zweimal verheiratet, 1850 heiratete er Mary A. Tarbell aus Pepperell, Massachusetts, nach ihrem Tod nahm er 1862 Susan Annie Brown aus Boston zur Ehefrau.

## Werke
- 1905: Richard Baxter: A Story of New England Life of 1830 to 1840 (Roman)